# João Pedro (brazylijski piłkarz)
João Pedro Junqueira de Jesus (ur. 26 września 2001 w Ribeirão Preto) – brazylijski piłkarz, występujący na pozycji napastnika lub skrzydłowego w angielskim klubie Chelsea oraz w reprezentacji Brazylii.
Wychowanek Fluminense. W 2023 roku przeszedł z Watfordu do Brighton, stając się najdroższym transferem w historii klubu.